# 聖卡西米羅

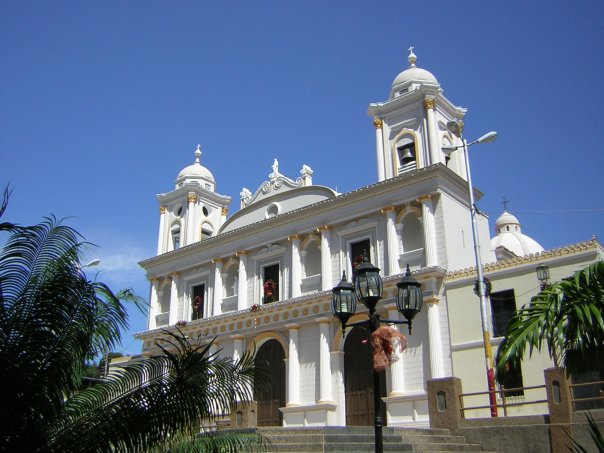

10°3′0″N 67°1′0″W / 10.05000°N 67.01667°W
聖卡西米羅（西班牙語：San Casimiro de Güiripa），是委內瑞拉的城鎮，位於該國北部阿拉瓜州，是聖卡西米羅市的首府，始建於1783年，北面有道路連接庫阿，海拔高度569米，2001年人口22,500。